# Kongeriget Hannover
Kongeriget Hannover var et kongerige i Nordtyskland, der eksisterede fra 1814 til 1866. Det var beliggende i det område, som i dag er den tyske delstat Niedersachsen. Efter den tyske enhedskrig i 1866 annekteredes det af Preussen som en provins.

## Historie
På Wienerkongressen 1814-15 genetableredes Kurfyrstedømmet Braunschweig-Lüneburg som en i personalunion med Storbritannien, selvstændig stat og ophøjedes til Kongeriget Hannover. Dets område udvidedes med Østfrisland, Hildesheim, Arenberg-Meppen og andre områder, hvorimod det afstod Sachsen-Lauenburg til Preussen. I patentet af 7. december 1819 fremsatte prinsregenten i Hannover, hertugen af Cambridge, grundtrækkene til en forfatning efter engelsk forbillede, der dog først trådte i kraft i 1822. Som følge af Julirevolutionens (1830) indflydelse nødsagedes regeringen i Hannover i 1833 til at proklamere en ny Landesgrundgesetz, gennem hvilken ministeransvarlighed indførtes samt tillige folkerepræsentationens to kamre fik større magt.
Da Vilhelm 4.'s broder Ernst August (1837-1851), i overensstemmelse med arvefølgeordningen af 1836, i 1837 besteg Hannovers trone, ophørte personalunionen med England. Han var en svoren fjende til alle liberale anskuelser, ophævede forfatningen af 1833 og gennemtvang i 1840 antagelsen af en ny forfatning, som gjorde folkerepræsentationens indflydelse til den mindst mulige. I 1848 blev han dog tvunget til at give efter for folkeviljen, udnævnte et frisindet ministerium og indførte reformer i forfatningen.
Ernst August efterfulgtes af sin blinde søn, Georg 5. (1851-1866), hvis første regeringsår optoges af stridigheder med folkerepræsentationen angående ændringer i forfatningen. På den tyske forbundsforsamlings tilskynden erklærede kongen til sidst egenmægtigt forfatningen for ophævet (1855) og oktrojerede 1840 års forfatning. Gennem afpresning ved valgene formåede regeringen i 1857 at vinde majoritet i andetkammeret, men efterfølgende voksede oppositionen under Rudolf von Bennigsens ledelse. I 1862 blev det reaktionære ministerium Wilhelm von Borries tvunget til at træde tilbage, og et mere liberalt ministerium kom til styret frem til efteråret 1865.
I 1866 sluttede Georg 5. sig til Østrig og afviste Preussens krav af 15. juni om, at han skulle afvæbne og give sit samtykke til en reform af forbundsforfatningen. Dette svar fremkaldte Preussens krigserklæring den 16. juni. Preussiske tropper rykkede ind i Hannover, og Georg 5. blev trods hannoveranernes sejr ved Langensalza den 27. juni tvunget til at kapitulere den 29. juni. Den 20. september samme år tog kongen af Preussen Hannover i besiddelse, og den 1. oktober 1867 indførtes den preussiske forfatning i landet. Hannover blev en preussisk provins, en ny provins- og kredsordning indførtes i 1885. I den tyske rigsdag og den preussiske landdag indtog de hannoveranske repræsentanter imidlertid en mod Preussen vendt stilling (det welfiske parti), og nogen fuldstændig forsoning mellem husene Hannover og Hohenzollern kom ikke i stand.